# Daniel Turberville
Daniel Turberville (9 juin 1915 - 15 avril 1996) fut, pendant la Seconde Guerre mondiale, un agent secret britannique du Special Operations Executive.

## Éléments biographiques
Daniel Turberville naît le 9 juin 1915 à Tournan-en-Brie.
Le 27 juillet 1935, il épouse Renée Chavannes à Tournan-en-Brie.
Mission
Définition de la mission : c'est la mission CORSICAN, premier parachutage simultané d'hommes et d'armes en France. Les quatre agents envoyés, instructeurs en sabotage, sont : Clément Jumeau « Robert », Jack Hayes « Victor », Jean Le Harivel « Georges XXV » et Daniel Turberville « Daniel ». Il y a deux containers d’armes.
Le parachutage a lieu à Beleymas, près de Villamblard (Dordogne), dans la nuit du 10 au 11 octobre 1941. Le comité de réception au sol est composé de : Jean Pierre-Bloch « Gabriel », Édouard Dupuy, Albert Rigoulet dit « Le Frisé ». Se fiant à des messages lumineux erronés, l’avion fait des cercles à basse altitude pendant une demi-heure au-dessus du terrain, ce qui met tout le secteur en alerte. Finalement Daniel Turberville saute dix kilomètres au nord du comité de réception, avec les containers. Le matin, les gendarmes l’arrêtent et découvrent les containers.
Daniel Turberville est emmené en prison à Périgueux. Lors de son transfert à Lyon le 2 décembre 1941, il parvient à sauter du train et trouve refuge auprès de fermiers à Saint-Martin-d'Estréaux, chez qui il reste caché pendant plus d'un an. Finalement, il repart en février 1943 et, via les Pyrénées et l’Espagne, atteint l’Angleterre le 28 avril 1943.
En 1944-1945, il est instructeur à l’école d’entraînement spécial de Beaulieu, en Angleterre.
En 1944, Robert Lyon, le chef du réseau Adrien-ACOLYTE, trouve refuge du 20 mai au 3 juin à Tournan-en-Brie chez les Turberville, qui lui procurent de nouveaux papiers et de l'argent, transmis de la part du lieutenant Coleman par son courrier Lucie Clarens.
Le 27 août 1946, il quitte l’Intelligence Corps (War Office britannique) et retourne à la vie civile.
Il meurt le 15 avril 1996 à Châtenoy-le-Royal.

## Reconnaissance

### Distinctions
- Royaume-Uni : Mentioned in Despatches.

### Monuments
À Beleymas (Dordogne), au lieu-dit Lagudal, une stèle commémore le parachutage de la mission CORSICAN dans la nuit du 10/11 octobre 1941.

## Identités
- État civil : Daniel Turberville
- Comme agent du SOE, section F :
  - Nom de guerre (field name) : « Daniel »
  - Nom de code opérationnel : DIVINER (en français DEVIN ou RADIESTHÉSISTE)

Parcours militaire : SOE, section F ; grade : lieutenant.

## Famille
- Son père : Francis Turberville
- Sa mère : Constance Dorothy Marion Smith ;
- Sa femme : Renée Chavanne, née le 4 août 1913 à Tournan-en-Brie ; mariage le 27 juillet 1935 à Tournan-en-Brie ; décédée le 21 janvier 2000 ;
- Leur fille : Régine Maureen Turberville, née le 19 août 1949 à Tournan-en-Brie.